# Jaime Somerville, 6.º Lorde Somerville
Jaime Somerville 6.º Lorde Somerville, (c.1518-1569) foi um Lorde do Parlamento da Escócia
Jaime foi filho de Hugo Somerville, 5.º Lorde Somerville e Jonet Maitland.

## Jaime e Maria de Guise
Jaime Somerville escreveu à Rainha Regente da Escócia, Maria de Guise, do Castelo Cowthally em 22 de março de 1554. Ele pediu para ser isento de um imposto devido por seu pai desde 1549. Em 27 de abril de 1560, ele assinou o compromisso da nobreza escocesa para promover a Reforma escocesa, expulsar as tropas francesas que apoiavam Maria de Guise e se juntar ao exército inglês enviado para esse fim. Em 10 de maio de 1560, ele assinou a ratificação do Tratado de Berwick, pelo qual os Senhores da Congregação convidaram o exército inglês que estava sitiando Leith.

## Apoiante da Rainha cativa
Com outros Lordes, Somerville assinou três cartas em apoio à libertação de Maria, Rainha dos Escoceses da Inglaterra. Em 28 de julho de 1568, eles escreveram de Largs para Elizabeth I da Inglaterra. Os Lordes pediram a Elizabeth que não os deixasse levar sua causa aos outros Príncipes da Europa. Outra carta em 30 de julho de 1568 apelava ao duque de Alba para obter o apoio espanhol para a libertação de Maria. Sem resposta de Elizabeth, em 24 de agosto Somerville assinou outra carta no Castelo de Dumbarton. Como Elizabeth tinha persuadido Maria a instruí-los a não impedir o parlamento do regente Moray pela força, e com isso eles perderam sua vantagem, os Lordes agora pediam o restabelecimento de Maria ou a libertação para a França ou Escócia.